# Jacques Cassagne
Jacques Cassagne (auch: Cassaigne oder Cassagnes) (* 1. August 1635 in Nîmes; † 23. März 1679 in Paris) war ein französischer römisch-katholischer Geistlicher, Dichter, Übersetzer und Mitglied der Académie française. 

## Leben und Werk
Der Südfranzose Jacques Cassagne war Doktor der Theologie. Ab 1660 tat er sich durch Gelegenheitsdichtung hervor, wurde (als Mitarbeiter Colberts) Bibliothekar der königlichen Bibliothek und 1661 in die Académie française (Sitz Nr. 22) aufgenommen. Als Colbert am 3. Februar 1663 als Propagandainstrument für den König die „Kleine Akademie“ gründete, aus der später die Académie des inscriptions et belles-lettres hervorging, bestand sie anfänglich aus vier Mitgliedern, zu denen, neben Jean Chapelain, Amable Bourzeis und François Charpentier, auch Cassagne gehörte. 1665 schrieb er das Vorwort zu den von Valentin Conrart gesammelten Werken Balzacs. 1671 hielt er die Trauerrede auf Erzbischof Hardouin de Péréfixe de Beaumont. Er starb 43-jährig im Spital Saint-Lazare.
Seine Ethik (Traité de morale sur la valeur) wurde ins Englische übersetzt und ist unter dem Titel A moral treatise upon valour in vielen Bibliotheken nachgewiesen. Daneben war er mit Übersetzungen von Cicero und Sallust erfolgreich.

## Werke

### Originalwerke
- Ode sur la paix. Paris 1660.
- Henry le Grand. Au Roy, poème. Paris 1661.
- (Vorwort) Les Oeuvres de Monsieur de Balzac. Hrsg. Valentin Conrart. Paris 1665.
- Ode sur les conquestes du Roy en Flandre. Paris 1667.
- Sur la conqueste de la Franche-Comté, poème. Paris 1668.
- Oraison funèbre de messire Hardouin de Péréfixe de Beaumont, archevesque de Paris. Paris 1671.
- Poëme sur la guerre de Hollande. Paris 1672.
- Traité de morale sur la valeur. Paris 1674, 1681, 1774.
  - (englisch) A moral treatise upon valour. London 1694.

### Übersetzungen
- Cicero: La Rhétorique, ou les trois dialogues de l’orateur. Paris 1673. Lyon 1692.
- Sallust: L’Histoire de la guerre des Romains contre Jugurtha... et l’Histoire de la conjuration de Catilina. Paris 1675, 1701, 1713.